# 原田真二 ザ・ベスト
『原田真二 ザ・ベスト』（SHINJI THE BEST）は、1979年11月5日に発売された、原田真二初のベスト・アルバム。

## 概要
- デビュー曲「てぃーんず ぶるーす」から7枚目「スウィート・ベイビー」までのシングルA面7曲（両A面扱いの「ジョイ」「スペーシィ・ラブ」は未収録）、1枚目のアルバムから2曲・2枚目のアルバムから3曲をセレクト。全12曲で構成された初ベスト。
- ジャケットは、ギターを抱えたステージ上でのスナップ。
- 発売は当時のアナログ盤のみ。

## 収録曲
作詞・作曲・編曲：原田真二（特記以外）

### SIDE A
1. スウィート・ベイビー　（4分45秒）
2. サウザンド・ナイツ　（3分57秒） 
  - 作詞：松本隆
3. タイム・トラベル　（3分51秒） 
  - 作詞：松本隆
4. シャドー・ボクサー　（4分04秒）
  - 作詞：松本隆／編曲：後藤次利
5. キャンディ　（3分41秒） 
  - 作詞：松本隆／編曲：原田真二・阿部雅士
6. てぃーんず ぶるーす　（3分45秒） 
  - 作詞：松本隆／編曲：鈴木茂・瀬尾一三

### SIDE B
1. 黙示録 （THE REVELATION） 　（4分35秒）
  - 作詞：松本隆／編曲：原田真二・瀬尾一三
2. RAINBOW COLOR　（4分25秒）
  - 作詞・作曲・編曲：原田真二
3. 風をつかまえて （CATCH THE WIND） 　（4分11秒）
  - 作詞：松本隆
4. WAKE UP　（5分24秒）
  - 作詞：Louis Higgins
5. RANDY BROWNE　（3分37秒）
6. OUR SONG　（4分58秒）